# Giải bóng đá Hạng Nhì Quốc gia 2007
Giải bóng đá Hạng Nhì Quốc gia năm 2007 là giải thi đấu bóng đá cấp câu lạc bộ cao thứ 3 trong hệ thống các giải bóng đá Việt Nam (sau Giải Vô địch Quốc gia và Giải Hạng Nhất Quốc gia). Mùa giải này là mùa giải thứ 11 do VFF khởi xướng và quản lý giải đấu.

## Thể thức
Tại vòng loại, các đội ở mỗi bảng sẽ thi đấu vòng tròn hai lượt đi và về để tính điểm xếp hạng, chọn 3 đội dẫn đầu mỗi bảng và 1 đội xếp thứ nhì có thành tích tốt nhất tại 3 bảng vào thi đấu tại Vòng chung kết.
4 đội giành quyền vào Vòng chung kết sẽ được bắt cặp thi đấu loại trực tiếp, hai đội thắng sẽ thi đấu trận chung kết. Điểm đáng chú ý, mùa giải hạng Nhì năm nay sẽ không có đội xuống hạng, hai đội xếp nhất, nhì toàn giải sẽ được quyền thi đấu tại giải Hạng Nhất Quốc gia 2008.
Do tại vòng loại, bảng B có 6 đội nên để đảm bảo tính công bằng trong việc xác định đội nhì bảng có thành tích tốt nhất tại mỗi bảng, BTC sẽ không tính kết quả 2 trận lượt đi và về giữa đội xếp thứ nhì bảng B và đội xếp thứ sáu của bảng đấu này.

## Thời gian thi đấu
- Vòng loại: từ ngày 22 tháng 4 đến ngày 26 tháng 5.
- Vòng chung kết: diễn ra từ ngày 12 tháng 6 đến 14 tháng 6.

## Cơ cấu giải thưởng
- Đội xếp thứ nhất toàn giải: Bảng danh vị và giải thưởng 30 triệu đồng
- Đội xếp thứ nhì toàn giải: Bảng danh vị và giải thưởng 20 triệu đồng

## Các đội tham dự
Mùa giải 2007 sẽ quy tụ 18 đội bóng, tuy nhiên do Quân khu 9 và Công Nhân Bia Đỏ không đăng ký tham dự nên giải hạng Nhì năm nay sẽ là cuộc tranh tài của tổng cộng 16 đội bóng, trong đó có 13 đội hạng Nhì năm 2006, hai đội bóng hạng Nhất năm 2006 xuống thi đấu ở giải hạng Nhì năm nay là CLB Thành phố Hồ Chí Minh và Lâm Đồng; đội bóng còn lại là đại diện của giải hạng Ba năm 2006 đã xuất sắc giành quyền thăng hạng là T&T Hà Nội.
16 đội bóng được chia làm ba bảng theo khu vực địa lý, tách 2 đội hạng Nhất mùa giải 2006 vào 2 bảng, cụ thể như sau:
- Bảng A, gồm 5 đội gần khu vực phía Bắc: Hà Tĩnh, Dược Phẩm Cần Giờ, Quang Minh DEC, Sara Thành Vinh và T&T Hà Nội.
- Bảng B, gồm 6 đội gần khu vực miền Trung - Cao nguyên - miền Đông - TP HCM: Bình Thuận, ĐakLak, Lâm Đồng, Ngói Đồng Tâm Long An, Quân khu 7 và Thành Long.
- Bảng C, gồm 5 đội khu vực miền Tây Nam bộ: Bến Tre, Cà Mau, CLB Thành phố Hồ Chí Minh, Ngân hàng Kiên Long Kiên Giang và Vĩnh Long.

## Vòng bảng

### Bảng A
| VT | Đội               | ST | T | H | B | BT | BB | HS | Đ  | Giành quyền tham dự |
| -- | ----------------- | -- | - | - | - | -- | -- | -- | -- | ------------------- |
| 1  | T&T Hà Nội        | 8  | 4 | 4 | 0 | 14 | 5  | +9 | 16 | Vòng chung kết      |
| 2  | Quang Minh DEC    | 8  | 3 | 4 | 1 | 9  | 7  | +2 | 13 |                     |
| 3  | Dược Phẩm Cần Giờ | 8  | 3 | 1 | 4 | 9  | 10 | −1 | 10 |                     |
| 4  | Hà Tĩnh           | 8  | 2 | 3 | 3 | 7  | 8  | −1 | 9  |                     |
| 5  | Sara Thành Vinh   | 8  | 1 | 2 | 5 | 4  | 13 | −9 | 5  |                     |

### Bảng B
| VT | Đội                   | ST | T | H | B | BT | BB | HS  | Đ  | Giành quyền tham dự |
| -- | --------------------- | -- | - | - | - | -- | -- | --- | -- | ------------------- |
| 1  | Quân khu 7            | 10 | 7 | 2 | 1 | 22 | 7  | +15 | 23 | Vòng chung kết      |
| 2  | Ngói Đồng Tâm Long An | 10 | 6 | 3 | 1 | 17 | 10 | +7  | 21 | Vòng chung kết      |
| 3  | Lâm Đồng              | 10 | 3 | 4 | 3 | 12 | 9  | +3  | 13 |                     |
| 4  | Đắk Lắk               | 10 | 3 | 3 | 4 | 8  | 12 | −4  | 12 |                     |
| 5  | Bình Thuận            | 10 | 1 | 4 | 5 | 5  | 15 | −10 | 7  |                     |
| 6  | Thành Long            | 10 | 1 | 2 | 7 | 4  | 15 | −11 | 5  |                     |

### Bảng C
| VT | Đội              | ST | T | H | B | BT | BB | HS | Đ  | Giành quyền tham dự |
| -- | ---------------- | -- | - | - | - | -- | -- | -- | -- | ------------------- |
| 1  | NHKL Kiên Giang  | 8  | 6 | 0 | 2 | 15 | 9  | +6 | 18 | Vòng chung kết      |
| 2  | Khatoco Cà Mau   | 8  | 4 | 2 | 2 | 12 | 7  | +5 | 14 |                     |
| 3  | TP Hồ Chí Minh B | 8  | 2 | 4 | 2 | 10 | 10 | 0  | 10 |                     |
| 4  | Vĩnh Long        | 8  | 2 | 2 | 4 | 6  | 8  | −2 | 8  |                     |
| 5  | Bến Tre          | 8  | 1 | 2 | 5 | 7  | 16 | −9 | 5  |                     |

### Thứ hạng các đội xếp thứ nhì
| VT | Bg | Đội                   | ST | T | H | B | BT | BB | HS | Đ  | Giành quyền tham dự |
| -- | -- | --------------------- | -- | - | - | - | -- | -- | -- | -- | ------------------- |
| 1  | A  | Ngói Đồng Tâm Long An | 8  | 4 | 3 | 1 | 14 | 9  | +5 | 15 | Vòng chung kết      |
| 2  | C  | Khatoco Cà Mau        | 8  | 4 | 2 | 2 | 12 | 7  | +5 | 14 |                     |
| 3  | B  | Quang Minh DEC        | 8  | 3 | 4 | 1 | 9  | 7  | +2 | 13 |                     |

## Vòng chung kết

### Bán kết
| Quân khu 7                    | 2 – 0    | NHKL Kiên Giang |
| ----------------------------- | -------- | --------------- |
| Văn Thái 33' · Thanh Xuân 75' | Chi tiết |                 |

| T&T Hà Nội                                         | 3 – 1    | Ngói ĐT Long An |
| -------------------------------------------------- | -------- | --------------- |
| Huy Hoàng 51' (pen.) · Đình Hưng 57' · Sỹ Mạnh 90' | Chi tiết | Võ Anh Kiệt 6'  |

### Chung kết
| Quân khu 7        | 1 – 1 (s.h.p.) | T&T Hà Nội    |
| ----------------- | -------------- | ------------- |
| Thanh Xuân 69'    | Chi tiết       | Huy Hoàng 73' |
| Loạt sút luân lưu |                |               |
|                   | 4-2            |               |

## Kết quả chung cuộc
Hai đội sau giành được quyền thăng hạng lên hạng Nhất 2008:
- Vô địch: Quân khu 7
- Giải Nhì: T&T Hà Nội
- Xuống hạng giải hạng Ba 2008: Không